# الانتخابات الرئاسية الألمانية 2004
الانتخابات الرئاسية الألمانية 2004 هي الانتخابات الرئاسية الألمانية ‏ التي جرت في 23 مايو 2004، في ألمانيا، لانتخاب رئيس ألمانيا، فاز بالانتخابات هورست كولر.